# Синько, Анатолий Максимович
Анатолий Максимович Синько (10 января 1950 — 25 ноября 2018) — советский футболист, выступавший на всех позициях в поле, советский и российский тренер. Рекордсмен клуба «Терек» по числу проведённых матчей (559).

## Биография
Всю свою карьеру на уровне мастеров провёл в составе клуба «Терек». Дебютные матчи за клуб сыграл в 1969 году во второй группе класса «А». Всего в составе грозненского клуба провёл 17 сезонов (1969—1985) и сыграл 559 матчей в первенствах СССР, что является клубным рекордом. Забил 83 гола. Несколько раз его приглашали в московские клубы высшей лиги, но он отказывался. Был капитаном команды. Завершил игровую карьеру в 35-летнем возрасте в 1985 году.
С 1988 года работал главным тренером «Терека». Во время известных событий 1990-х годов перебрался из Чечни в Краснодарский край, где играл и тренировал любительскую команду из города Приморско-Ахтарск. В 2002 году недолгое время входил в тренерский штаб возрождённого «Терека».
В 2007 году принимал участие в матче, посвящённом 50-летию «Терека», участвовал в матчах ветеранов и позднее.
Скончался 25 ноября 2018 года на 69-м году жизни.